# 西屋仁紀
西屋 仁紀（にしや ひとき）は、日本の漫画家。
2017年、第1回マンガボックス編集部杯で大賞を受賞した『人間工場』が読み切りとして掲載した後に連載化された（全6巻）。

## 作品リスト

### 連載
- 人間工場（『マンガボックス』2017年[2] - 2020年、全6巻）
- 転生聖女の後かたづけ（原作：天乃聖樹、『booklistaSTUDIO』2024年 - 連載中）

### 読み切り
- 人間工場（『マンガボックス』2017年第19号）

### 書籍
- 『人間工場』アース・スター エンターテイメント〈アース・スターコミックス〉、全6巻 - 3巻以降は電子書籍のみ
  1. 2018年2月11日発売[3]、ISBN 978-4-8030-1157-9
  2. 2018年8月10日発売、ISBN 978-4-8030-1217-0
  3. 2018年12月21日配信
  4. 2019年5月24日配信
  5. 2019年11月22日配信
  6. 2020年7月22日配信